# Pigafetta
Pigafetta är ett släkte av enhjärtbladiga växter. Pigafetta ingår i familjen Arecaceae.
Kladogram enligt Catalogue of Life:
| Pigafetta | \| \| Pigafetta elata \| \| \| \| \| \| Pigafetta filaris \| \| \| \| |
|           | \| \| Pigafetta elata \| \| \| \| \| \| Pigafetta filaris \| \| \| \| |
|           | Pigafetta elata                                                       |
|           |                                                                       |
|           | Pigafetta filaris                                                     |
|           |                                                                       |